# 林元菼
林元菼（？—？），山東省濟南府歷城縣人，清朝政治人物、進士出身。

## 生平
光緒六年（1880年），参加庚辰科殿試，登進士二甲第91名。同年五月，改翰林院庶吉士。光緒九年四月，散館，著以知县即用。歷官湖北黃陂縣知縣。